# Autópálya M7

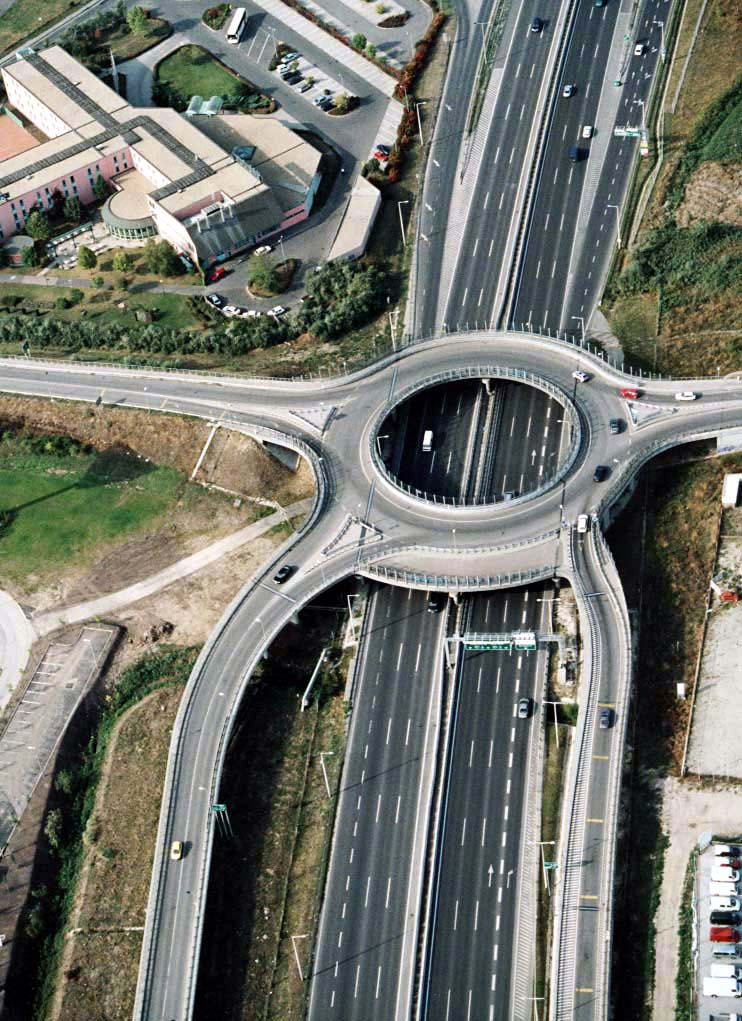
Autostrada M7

L'autópálya M7 (in italiano "autostrada M7") è un'autostrada ungherese che costituisce il principale collegamento fra la capitale Budapest, il lago Balaton e la Croazia.
Lunga 240 chilometri, è a tre corsie per senso di marcia dalla confluenza con la M1 fino a Székesfehérvár, da dove la statale 8 (itinerario E66) si dirige verso Graz, dopo questo innesto è a due corsie per senso di marcia. L'autostrada è utilizzata soprattutto per raggiungere, da Budapest, il lago Balaton e le località turistiche della costa meridionale del lago.
L'M7 è ormai completata, l'ultimo tratto di 20 km a sud verso il confine con la Croazia, nei pressi di Nagykanizsa, è stato completato il 1º aprile 2008.
L'M7 è la più antica autostrada ungherese.

## Percorso
| BUDAPEST - LETENYE | |     |                |
| Tipo               | Indicazione | km  | Strada europea |
|                    | Budapest piazza Ádám Clark                                                                                        | 0   |                |
|                    | Budapest, Budaörsi út tratto comune all'autostrada                                                                | 6   |                |
|                    | Budaörs | 7   |                |
|                    | Inizio tratto autostradale                                                                                        |     |                |
|                    | Budaörs-Centrum                                                                                                   | 9   |                |
|                    | Area di servizio "Budaörsi"                                                                                       | 10  |                |
|                    | Budaörs-nyugat | 11  |                |
|                    | Autostrada M1 Tatabánya, Győr, Vienna (Bécs)                                                                      | 12  |                |
|                    | Törökbálint / Budakeszi                                                                                           | 14  |                |
|                    | Superstrada M0 (Raccordo anulare di Budapest) Érd-észak Győr, Pécs, Szeged, Szolnok, Nyíregyháza, Vác, Szentendre | 16  |                |
|                    | Érd | 18  |                |
|                    | Area di parcheggio "Érdi" (Solo dir. Budapest)                                                                    | 19  |                |
|                    | Tárnok / Sóskút, Pusztazámor                                                                                      | 23  |                |
|                    | Area di servizio "Tárnoki"                                                                                        | 26  |                |
|                    | Confine tra le contee di Pest e Fejér                                                                             |     |                |
|                    | Martonvásár / Gyúró                                                                                               | 30  |                |
|                    | Area di servizio "Vál-völgyi"                                                                                     | 33  |                |
|                    | Baracska / Vál, Alcsútdoboz (nodo non contrassegnato da una tabella)                                              | 33  |                |
|                    | Kápolnásnyék, Velence / Pázmánd, Vereb                                                                            | 42  |                |
|                    | Velence / Nadap, Lovasberény                                                                                      | 45  |                |
|                    | Area di servizio "Velencei"                                                                                       | 45  |                |
|                    | Pákozd, Sukoró | 50  |                |
|                    | Area di parcheggio "Pákozdi"                                                                                      | 50  |                |
|                    | Székesfehérvár-kelet / Agárd                                                                                      | 57  |                |
|                    | Székesfehérvár-dél / Dunaújváros                                                                                  | 59  |                |
|                    | Area di servizio "Fehérvári"                                                                                      | 59  |                |
|                    | Székesfehérvár-Centrum , Veszprém / Sárbogárd                                                                     | 64  |                |
|                    | Szabadbattyán / Tác, Gorsium                                                                                      | 70  |                |
|                    | Area di parcheggio "Gorsium" (Solo dir. Letenye)                                                                  | 70  |                |
|                    | Lepsény / Polgárdi                                                                                                | 80  |                |
|                    | Area di servizio "Lepsényi"                                                                                       | 83  |                |
|                    | Confine tra le contee di Fejér e Veszprém                                                                         |     |                |
|                    | Balatonfüred, Veszprém                                                                                            | 90  |                |
|                    | Balatonvilágos, Enying / Balatonakarattya                                                                         | 90  |                |
|                    | Confine tra le contee di Veszrpém e Somogy                                                                        |     |                |
|                    | Area di servizio "Sostói"                                                                                         | 95  |                |
|                    | Siófok-kelet, Siófok-Sóstó                                                                                        | 98  |                |
|                    | Area di parcheggio "Szabadi"                                                                                      | 101 |                |
|                    | Sió |     |                |
|                    | Siófok-Centrum / Szekszárd                                                                                        | 105 |                |
|                    | Area di parcheggio "Töreki"                                                                                       | 109 |                |
|                    | Siófok-nyugat / Zamárdi-felső, Szántód                                                                            | 112 |                |
|                    | Zamárdi-alsó / Balatonendréd, Tab                                                                                 | 114 |                |
|                    | Balatonföldvár / Bálványos                                                                                        | 122 |                |
|                    | Viadukt (1872 m)                                                                                                  | 123 |                |
|                    | Balatonszárszó | 126 |                |
|                    | Balatonőszöd / Szólád                                                                                             | 130 |                |
|                    | Balatonszemes, Balatonlelle / Kaposvár                                                                            | 135 |                |
|                    | Area di servizio "Balatonlellei"                                                                                  | 138 |                |
|                    | Balatonboglár / Lengyeltóti                                                                                       | 143 |                |
|                    | Ordacsehi | 145 |                |
|                    | Fonyód / Lengyeltóti                                                                                              | 150 |                |
|                    | Area di parcheggio "Táskai"                                                                                       | 156 |                |
|                    | Balatonfenyves, Táska                                                                                             | 160 |                |
|                    | Area di servizio "Keresztúri"                                                                                     | 167 |                |
|                    | Balatonkeresztúr, Balatonszentgyörgy / Marcali                                                                    | 170 |                |
|                    | Superstrada M76 Hollád                                                                                            | 175 |                |
|                    | Area di parcheggio "Szegerdői"                                                                                    | 177 |                |
|                    | Sávoly, Balatonring                                                                                               | 183 |                |
|                    | Confine tra le contee di Somogy e Zala                                                                            |     |                |
|                    | Zalakomár, Zalakaros                                                                                              | 191 |                |
|                    | Area di servizio "Concó"                                                                                          | 194 |                |
|                    | Nagykanizsa-kelet / Kaposvár (Tangenziale Est di Nagykanizsa)                                                     | 206 |                |
|                    | Nagykanizsa-Centrum , Gyékényes / Zalaegerszeg                                                                    | 211 |                |
|                    | Area di parcheggio "Sormási"                                                                                      | 216 |                |
|                    | Sormás / Eszteregnye                                                                                              | 219 |                |
|                    | Becsehely | 224 |                |
|                    | Autostrada M70 Letenye, Tornyiszentmiklós, Lubiana                                                                | 232 |                |
|                    | Mura (Ponte Miklós Zrínyi - 216 m) Confine di Stato Letenye – Goričan                                             | 233 |                |
|                    | Autostrada A4 in direzione Zagabria, Croazia                                                                      |     |                |